# ベグ
ベグ（beg, begh, beğ）は、テュルク系の指導者、有力者の称号。

## 概要
元来の意味は遊牧部族長のことで、突厥のテュルク語碑文にあらわれる語である。

### 語源
語源は、漢語の伯、サーサーン朝などイラン系の君主号として用いられた「神」を意味するイラン語、「バグ」 bag からの借用語とする説など、諸説がある。

### 各国語での呼称
アラビア語・ペルシア語文献ではバク/ベグ    بكbak/bek 、ビーク/ベイグ بيك bīk/ بيگ beyg などの表記が用いられる。現代のテュルク諸語ではトルコ語はベイ（bey）、ウズベク語ではビー（bi）など、様々に転訛している。
「ベグ」から派生した「ベーグム（Begum）」は、王族や貴族の妻・娘が帯びる称号として使われた。

## 歴史
イスラム教を受け入れたテュルク人の間でも遊牧部族や軍事集団の長の称号として、アラビア語のアミールとほぼ同義に用いられ、セルジューク朝の君主トゥグリル・ベグのように固有名詞の一部としても使われた。
アナトリアでは地方の軍司令官、県知事の官職を指す称号となった。ルーム・セルジューク朝では軍隊の総司令官にベグレルベギ（beglerbegi,　「ベグたちのベグ」の意）という称号が用いられ、オスマン朝に受け継がれてベイたちの上に立つ州総督の官職ベイレルベイ（beylerbeyi）になり、アナトリアとバルカンにそれぞれ1名ずつのベイレルベイが置かれた。オスマン朝におけるベイの称号は次第にパシャに継ぐ高級官僚の称号に変化し、末期には佐官クラスの軍人の称号としても用いられている。現代トルコ語では、ベイは男性の名前（ファーストネーム）につけて呼びかける敬称になっている。
16世紀以降の西トルキスタンのウズベク社会では、都市・村落を統治する部族長たちは「ベグ」の称号を用いた。16-17世紀の東トルキスタンでも、支配階級の身分を表す称号として用いられた。1760年以後の清の支配下でも地主・豪族・官吏などの支配階級の称号として使われ続け、伯克と音訳された。1884年の新疆省設置に伴ってベグ制度は廃止されたが、中華人民共和国初期までベグは在地の有力者としての立場を保ち続ける。